# Ghatixalus
Ghatixalus es un género de anfibios anuros de la familia Rhacophoridae que se distribuyen por los Ghats occidentales, en el sur de la India.

## Lista de especies
Según ASW:
- Ghatixalus asterops Biju, Roelants & Bossuyt, 2008
- Ghatixalus magnus[2] Abraham, Jobin, Cyriac, Zachariah, Raju & Zachariah, 2015
- Ghatixalus variabilis (Jerdon, 1854)

## Publicación original
- Biju, S. D., K. Roelants, and F. Bossuyt. 2008. Phylogenetic position of the montane treefrog Polypedates variabilis Jerdon, 1853 (Anura: Rhacophoridae), and description of a related species Organisms Diversity & Evolution, vol. 8, n.º 4, pp. 267-276 (texto íntegro).